# Ernst Ruska

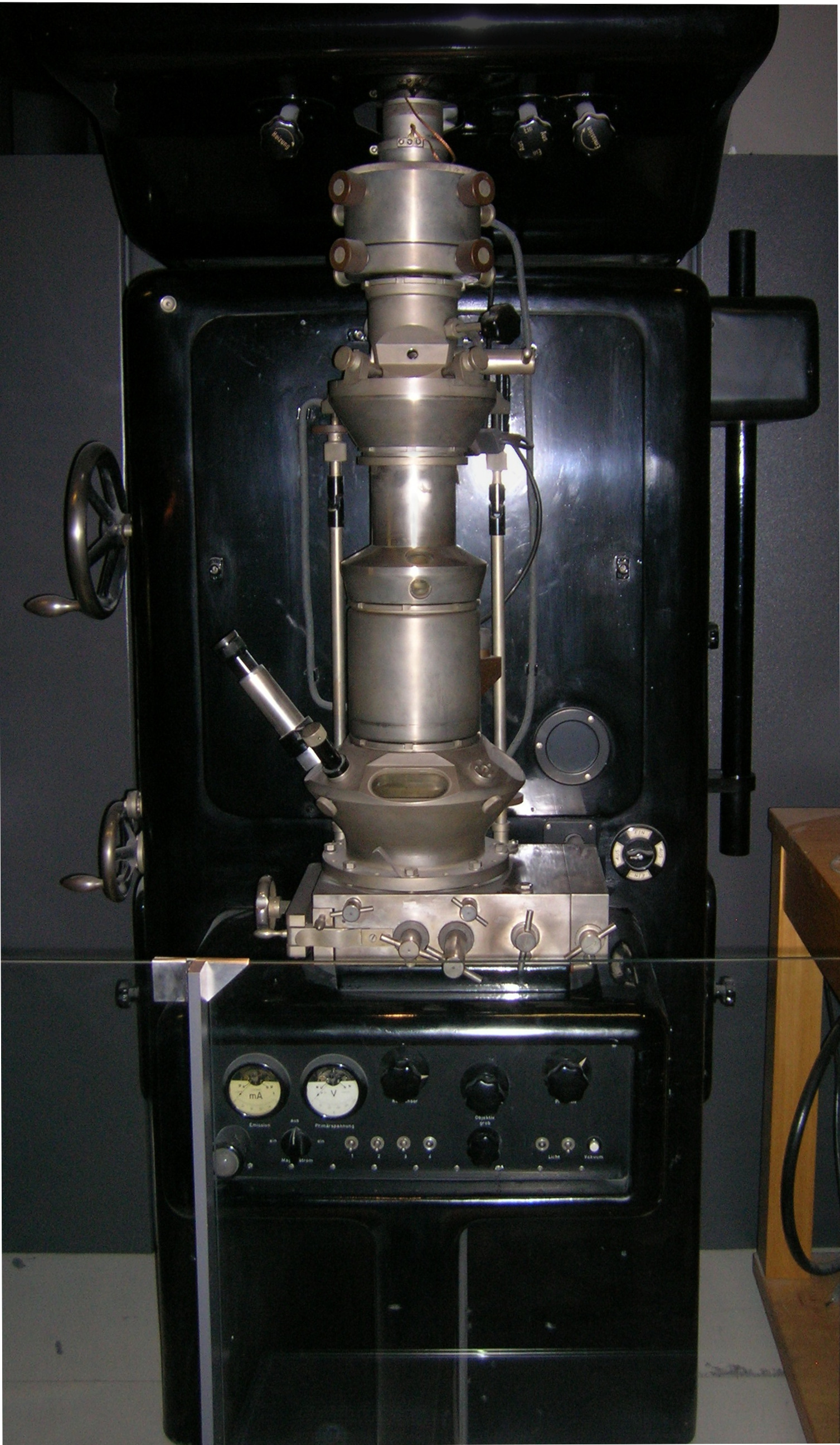
Mikroskop elektronowy skonstruowany przez Ernsta Ruskę w 1933

Ernst August Friedrich Ruska (ur. 25 grudnia 1906 w Heidelbergu, zm. 27 maja 1988 w Berlinie) – niemiecki fizyk; w roku 1931 skonstruował pierwszy mikroskop elektronowy, a w roku 1986 otrzymał Nagrodę Nobla w dziedzinie fizyki.